# Avacelli
Avacelli is een plaats (frazione) in de Italiaanse gemeente Arcevia.